# 切田太郎
切田 太郎（きりた たろう、1876年3月1日 - 1937年7月4日）は、日本の商学者。第6代台北高等商業学校校長。

## 人物・経歴
岩手県盛岡市生まれ。1900年高等商業学校（現一橋大学）卒業。1902年同専攻部卒業。大倉高等商業学校講師、国民英学会講師、日本大学講師、明治大学講師、善隣高等商業学校講師、同教授、大倉高等商業学校教授を経て、1910年から東京高等商業学校教授を務める傍ら、中華民国政府の招きで京師大学堂講師を務め、同大学に商学部を設立した。1918年中村組ニューヨーク支店長。1919年台湾総督府台北高等商業学校教授。1929年同校長事務取扱。1930年同校長。1937年退官、叙正四位。同年鉄道事故にて負傷し死去し、学友の上田貞次郎らが弔問に訪れた。

## 著書
- 『幾何学教科書 : 商業学校用』（安藤兼三郎と共著）普及舎 1903年
- 『初等商業教本教員用書』開発社 1904年
- 『英語商業用文教科書』（松村吉則と共著）三省堂書店 1904年
- 『英語商業用文初歩』（松村吉則と共著）三省堂 1906年
- 『英文商業実践』（古館市太郎と共著）松邑三松堂 1911年
- 『英語商業通信』三省堂 1917年
- 『商業用文』三省堂 1918年
- 『分解的研究商業英語と商業通信』松邑三松堂 1927年
- 『簡易英文商業実践』松邑三松堂 1929年
- 『英文貿易實踐』松邑三松堂 1937年